# État modifié de conscience
Pour les articles homonymes, voir EMC et ECM.

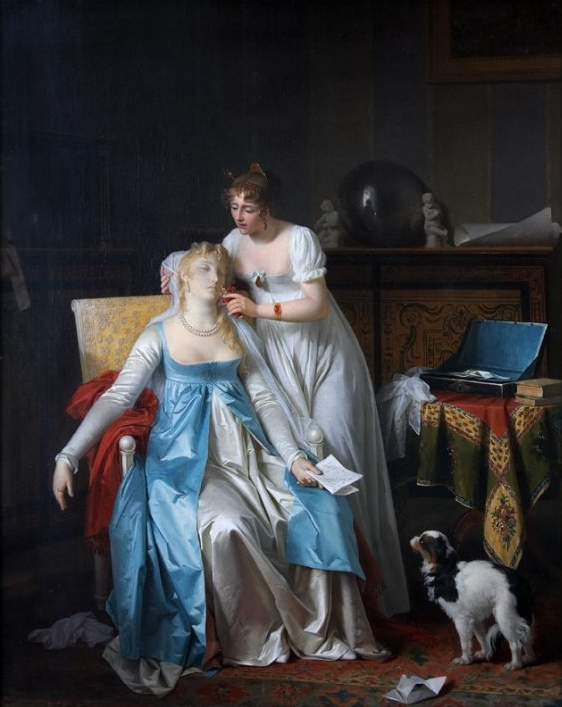
L'évanouissement est une forme d'état de conscience altérée qui peut survenir en cas de choc."La mauvaise nouvelle" de Marguerite Gerard (1804)

Selon l'état et le paradigme de la recherche scientifique, un état modifié de conscience ou EMC (aussi appelé état de conscience modifié ou ECM) est un état mental différent de l’état de conscience ordinaire, « représentant une déviation dans l'expérience subjective ou dans le fonctionnement psychologique par rapport à certaines normes générales de la conscience à l'état de veille ». Ainsi en est-il des rêves, états hypnotiques, hallucinations, transe, méditation, états mystiques, etc..
Selon l’ethnologue Georges Lapassade, les EMC « rassemblent un certain nombre d’expériences au cours desquelles le sujet a l’impression que le fonctionnement habituel de sa conscience se dérègle et qu’il vit un autre rapport au monde, à lui-même, à son corps, à son identité ».
Par opposition aux maladies mentales, les états altérés sont transitoires. Ils sont le plus souvent auto-induits, mais peuvent apparaître spontanément dans certains cas.

## Investigations scientifiques

### Travaux précurseurs au début du XXe
Parmi les précurseurs, il faut citer le travail de William James au début du XXe siècle sur les expériences religieuses, le mysticisme et les conversions.

### Délégitimation par la communauté scientifique des psychologues
Par la suite, les courants dominants de recherche en psychologie, au premier lieu desquels le behaviorisme qui considérait que seul le comportement pouvait faire l'objet d'investigations sérieuses, ont eu un effet dissuasif sur les investigations scientifiques de ces phénomènes. L’intérêt pour une étude scientifique des états modifiés de conscience n’est pas nouveau, comme en témoignent les travaux de pionnier tel William James à la fin du XIXe siècle.
Plusieurs arguments ont été longtemps opposés à la possibilité d’étude rigoureuse de ces phénomènes :
1. Le caractère hautement subjectif de ces expériences qui rend difficile leur étude systématique et leur mesure. Cet argument est lié au rejet de l’introspection dans la psychologie dominante du XXe siècle notamment au travers du manifeste de Watson. La centration exclusive sur des méthodes objectives et le rejet de l’introspection ont changé la manière de voir le sujet humain dans le laboratoire. Le sujet devient objet d’une observation, son point de vue subjectif sur ce qui lui arrive est délégitimé. Les Sciences Cognitives modernes, notamment les approches émotivistes et enactives, ont réintroduit la légitimité d’un observateur incarné, agissant dans un univers intersubjectif. Ce changement de point de vue est, dans les approches contemporaines illustrées par la démarche neuro‐phénoménologique : l’expérience subjective n’est plus une donnée accessoire et non fiable ; au contraire des techniques originales de mesure subjective sont développées et corrélées aux résultats objectifs.
2. Un second argument est le manque de reproductibilité des effets obtenus dans l’étude de ces phénomènes et le nombre trop important de facteurs explicatifs potentiels. Une variabilité individuelle élevée est en effet problématique pour obtenir des résultats statistiquement. C’est toutefois un problème général dans les approches cognitives ciblées sur l’étude de processus élaborés comme la conscience et les émotions. Un paradigme expérimental adéquatement contrôlé peut partiellement résoudre ce problème. D’un point de vue théorique cependant il ne faut pas oublier qu’une grande partie de la littérature en neuropsychologie est basée sur l’étude de cas unique. Enfin, l’étude de cas uniques de la variabilité inter‐individuelle est en train de prendre une nouvelle légitimité dans les STC grâce à l’émergence de puissantes techniques d’analyse.
3. Un dernier argument est le manque d’écologie inhérent à l’étude en laboratoire de ces différentes pratiques. C’est par exemple le cas lorsque des tâches de laboratoires sont effectuées en quelques minutes allongé dans IRM. Des avancées récentes en imagerie cérébrale, informatique embarquée et analyse temps‐réel permettent de s’affranchir de certaines limitations.

### Étude en marge par quelques précurseurs
Leur étude scientifique a repris, puis connu un certain succès à partir du moment où ont été conduites des investigations d'universitaires sur les effets psychogènes du LSD dans les années 1960. Parmi les chercheurs influents de cette époque qui ont traité du sujet, on compte Stanislav Grof, Abraham Maslow et Charles Tart. Les EMC sont un sujet d'étude important du courant de la psychologie transpersonnelle, un courant de la psychologie absent du monde universitaire français. Ce courant s'intéresse au développement de l'égo,, considéré comme une voie de transcendance. En Europe, la communauté intégrale consacre une part importante de son attention aux états modifiés de conscience, notamment à l'occasion de sa conférence biannuelle.

### Retour en légitimité lié aux avancées des méthodes en sciences cognitives
Très récemment, les avancées des sciences cognitives et de l'imagerie cérébrale ont remis le sujet à l'agenda des scientifiques, notamment avec des investigations des corrélats physiologiques des états méditatifs et de la transe chamanique. En France, en 2009, une association a été créée dans le but a été de porter un regard transdisciplinaire, critique et rigoureux sur les phénomènes de modification de la conscience et de la cognition « non ordinaire », ainsi que de soutenir et développer la recherche dans ces domaines. Les chercheurs considèrent que les EMCs peuvent désigner quatre dimensions distinctes de toute expérience consciente : (1) le contenu ; (2) le caractère qualitatif ; (3) le mode ; et enfin (4) le niveau.

## Première définition
Arnold M. Ludwig a proposé une première définition en 1966.
« Un état modifié de conscience est tout état mental, induit par différentes procédures ou des agents physiologiques, psychologiques ou pharmacologiques, qui peut être reconnu subjectivement par l'individu lui-même (ou par un observateur objectif de l'individu) comme représentant un écart suffisant à l'expérience subjective ou au fonctionnement psychologique [habituel], en référence à certaines normes générales pour cet individu dans son état d'éveil alerte".

## Types d'EMC
Roland L. Fischer est un neuropharmacologue spécialiste des effets des hallucinogènes (LSD, psilocybine) et des études de la schizophrénie. Il écrit sur l'état modifié de conscience dans sa revue de 1971 parue dans Science et ses articles suivants,.
Le chercheur Pierre Etevenon,, distingue trois types d’états de conscience, :
- les états de conscience naturels désignant notamment le sommeil paradoxal qui correspond le plus souvent à un vécu de rêve ;
- les états de conscience altérés, regroupant les pathologies mentales et neurologiques, ainsi que les intoxications sous substances psychotropes[22] ;
- les états de conscience modifiés[21] volontairement[23],[24] lors de méditations, relaxations, hypnose, yoga, transe chamanique ou mystique, etc. Dans les cas de pratiques spirituelles et corporelles, les pratiquants parlent couramment d'états de conscience « supérieurs »[25],[26]. Pour l'anthropologue Fernand Schwarz, l’état modifié de conscience n'est qu’un moyen pour changer de plan de réalité, il est un outil et pas un état spirituel supérieur[27] mais cela reste une question ouverte tout comme la définition de la conscience.

On peut également citer les EMC provoqués à la suite de traumatismes physiques (accidents, pertes de conscience, fièvres, fatigue extrême, expérience de mort imminente).
Michael Winkelman identifie quatre « modes de conscience » différents : (1) le mode de veille (2) le mode de sommeil profond (3) le mode sommeil / rêve REM (4) le mode d'intégration. Selon ce cadre, de nombreux états modifiés de consciences (psychédéliques, hypnose, méditation, sophrologie etc.) sont considérés comme appartenant au mode intégratif. Pour Winkelman, le mode intégratif signifie que ces états ont un effet « intégrateur » sur la cognition, c'est-à-dire qu'ils permettent une meilleure communication entre les systèmes mentaux spécialisés par exemple dans la théorie de l'esprit, dans l'intelligence sociale ou l'histoire naturelle, etc.. Grâce à cette intégration cognitive, l'état de conscience peut permettre à celui qui y accède de résoudre des problèmes sociaux complexes ou de mieux comprendre des phénomènes naturels par exemple.
Si les premiers modèles des EMC (par exemple, celui de Ludwig ou Tart) étaient « unidimensionnels » et opposaient simplement les états de conscience « normaux » aux états de conscience « modifiés », les modèles les plus récents (par exemple, celui de Lutz ou Hobson) sont « multidimensionnels », c'est-à-dire qu'ils considèrent qu'un état de conscience modifié peut être modifié d'une multitude de manières (à travers une multitude de dimensions). Selon ces derniers modèles, plutôt que d'opposer la conscience « normale » à la conscience « modifiée » il conviendrait donc plutôt de reconnaître que la conscience est caractérisée par une multitude de dimensions et que les états de conscience sont susceptibles d'avoir différentes valeurs sur chacune de ces dimensions.

## Exemples
- Channeling
- Expérience de mort imminente (near-death experience)
- Expérience psychédélique (sous drogue hallucinogène)
- Extase
- Hallucination
- Hypnose
- Orgasme
- Phénomène de déjà-vu
- Rêve lucide
- Sentiment océanique
- Somnambulisme
- Transe
- Voyage astral (sortie-hors-du-corps)
- Dhyāna ou samadhi dans le yoga et le bouddhisme et toute notion d'éveil spirituel